# Левола, Кари
Кари Тапио Левола (фин. Kari Tapio Levola, 9 января 1957, Пори, Финляндия) — финский писатель, критик, награждённый высшей наградой Финляндии для деятелей искусств — медалью «Pro Finlandia» (2012).

## Биография
Родился 9 января 1957 года в городе Пори, в Финляндии.
В 1975 году сдал выпускные экзамены за курс школы, необходимые для поступления в университет и продолжил обучение в университете Тампере.
С 1980 года работал как внештатный автор за исключением 1994—1998 годов. Писал пьесы и сценарии для телевидения, а также поэзию и прозу для взрослых и детей. В 1999 году был удостоен крупнейшей премии Финляндии в области детской и юношеской литературы — Finlandia Junior.
Также работал в качестве преподавателя народной школы в Кокемяки, а также в университете Турку.
С 2002 по 2009 годы был председателем Союза писателей Финляндии.
с
В декабре 2012 года награждён высшей наградой Финляндии для деятелей искусств — медалью «Pro Finlandia».